# Kawauchi
Kawauchi (jap. 川内村 Kawauchi-mura) – wieś w Japonii, na wyspie Honsiu, w prefekturze Fukushima. Według danych na rok 2020 miejscowość zamieszkiwało 2 044 mieszkańców , a gęstość zaludnienia wyniosła 10,4 os./km².